# Jan Van Wechelen
Jan Van Wechelen, Janne van Wechelen ou Hans Van Wechlen est né vers 1530 et mort après 1570, est un peintre actif à Anvers.

## Biographie
Il est membre de la gilde de Saint-Luc en 1557, fréquemment cité dans les anciens inventaires de collections de Pierre Paul Rubens et Pieter Stevens,

## Corpus
- Alte Pinakothek der Bayerischen Staatsgemäldesammlungen (Munich)
- Louvre (Paris)